# Vincenzo Abbagnale
Vincenzo Abbagnale (Scafati, 13 de marzo de 1993) es un deportista italiano que compite en remo. Su padre Giuseppe y sus tíos Agostino y Carmine compitieron en el mismo deporte.
Ganó una medalla de oro en el Campeonato Mundial de Remo de 2013 y una medalla de bronce en el Campeonato Europeo de Remo de 2022. Participó en los Juegos Olímpicos de París 2024, ocupando el séptimo lugar en la prueba de ocho con timonel.
Estudió Mercadotecnia en la Universidad Internacional Libre de Guido Carli.

## Palmarés internacional
| Campeonato Mundial | Campeonato Mundial      | Campeonato Mundial | Campeonato Mundial |
| Año                | Lugar                   | Medalla            | Prueba             |
| ------------------ | ----------------------- | ------------------ | ------------------ |
| 2013               | Chungju (Corea del Sur) | Medalla de oro     | Dos con timonel    |
| Campeonato Europeo |                         |                    |                    |
| Año                | Lugar                   | Medalla            | Prueba             |
| 2022               | Múnich (Alemania)       | Medalla de bronce  | Ocho con timonel   |